# Нильский, Александр Александрович
Александр Александрович Нильский (настоящая фамилия Нилус; 10 [22] июля 1840, Санкт-Петербург — 31 июля (12 августа) 1899) — русский актёр.

## Биография
Александр Нильский родился 10 (22) июля 1840 года. С 1856 года учился в Петербургском театральном училище, по его окончании был принят в Александринский театр, где работал в 1860—1883 и в 1892—1897 годах.

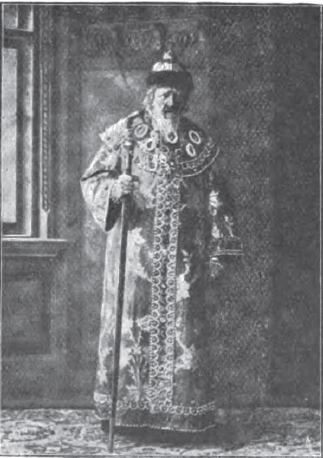
А. Нильский в роли Ивана Грозного

Поначалу стал играть роли героев и любовников, подвергаясь нападкам печати, отказывавшей ему в горячности и видевшей в нём артиста, вполне подходящего на амплуа фатов и простаков. Критика стала доброжелательной, когда Нильский перешел на роли резонёров.
В 1883—1889 годах гастролировал в провинции, а также на частных сценах Петербурга (театры Неметти, Панаевский) и Москвы (Театр Корша).
В 1889—1892 годах был антрепренёром Александровского театра в Гельсингфорсе.
Роли: Гамлет, Карл Моор, Фердинанд, Жадов, Чацкий, Хлестаков и др. Первый постановщик и исполнитель Годунова в пьесе «Смерть Иоанна Грозного» А. К. Толстого в 1866 или 1867, позже исполнял роль Грозного. Выступал в небольших ролях в пьесах В. А. Крылова, П. П. Гнедича, И. В. Шпажинского. В 1892 году перешёл на роли стариков: Лемм («Дворянское гнездо» по И. С. Тургеневу), Пехтерьев («Завтрак у предводителя» Тургенева).
Своим дебютом на Александринской сцене ему была отчасти обязана М. Г. Савина. 
В Историческом вестнике в 1893, 1894 и 1899 годах печатались «Воспоминания А. А. Нильского»; отдельным изданием вышла книга воспоминаний: «Закулисная хроника. 1856—1894» (СПб., 1897; 2-е изд. — СПб., 1900).
Женился 22 августа 1865 года на актрисе Александринского театра Екатерине Ивановне Подобедовой (1839—1883).
Умер 31 июля (12 августа) 1899 года.